# Portorož

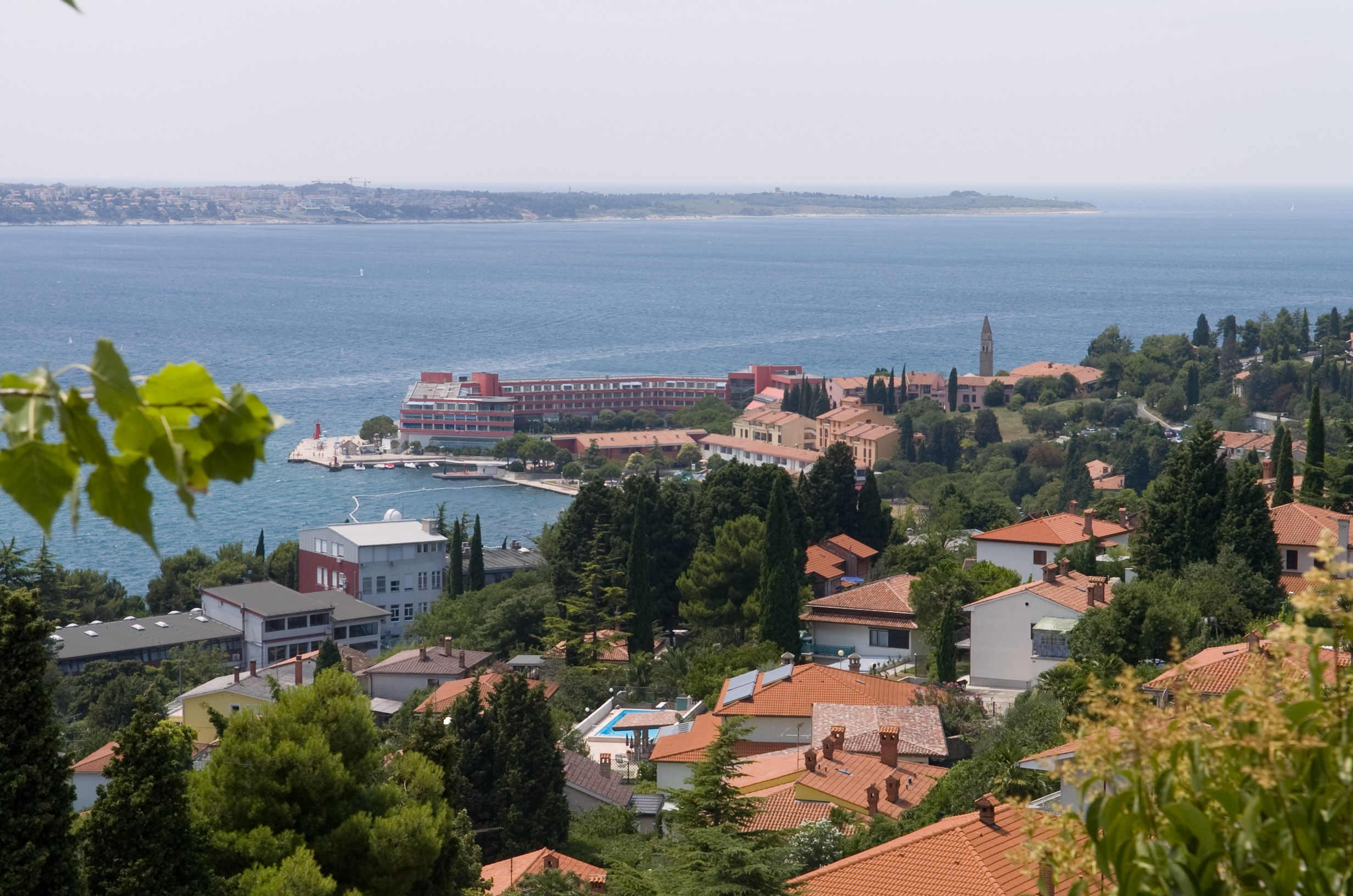
Portorož.

Portorož (Portorose på italienska) är en badort i Slovenien, med 7 kilometer lång strand. Portorož tillhör Pirans kommun, och hade 2 849 invånare i slutet av 2007, på en yta av 3,0 kvadratkilometer. Den är belägen 127 kilometer från Ljubljana. Orten ligger nära statsgränserna till Italien och till Kroatien längs Sloveniens korta kustremsa.